# Sanguina nivaloides
Espèce
Sanguina nivaloides est l'espèce-type du genre Sanguina de la famille des Chlamydomonadaceae. Cette espèce appartenant au groupe écologique des algues des neiges, est très résistante au froid et se développer dans la neige et la glace. Parmi les différentes algues des neiges, cette espèce est en partie responsable du phénomène dit Sang des glaciers qui est un bloom (efflorescence algale) colorant la glace ou des neiges anciennes et de haute altitude en rouge (à ne pas confondre avec les phénomènes de dépôts de poussières rouges venues du Sahara). Selon des simulations numériques de la couverture neigeuse et d'un atlas multitemporel des efflorescences dans les Alpes européennes, la durée de la fonte des neiges dans l'année augmente, et conséquemment l’occurrence de la floraison, devrait rester stable ou diminuer avec le changement climatique. 

## Description
L'espèce Sanguina nivaloides est décrite en 2019 en même que la création du genre Sanguina. Cette espèce se distingue des autres cystes rouges par le nombre de couches de sa paroi cellulaire, la taille et la morphologie de sa cellule et son habitat.
Les cystes sont sphériques avec une paroi lisse et contiennent un noyau ainsi qu'un chloroplaste central. De nombreux globules lipidiques périphériques contenant des caroténoïdes de couleur rouge sont présents. Les Sanguina nivaloides peuvent être différentiées de l'espèce Sanguina aurantia par leur coloration rouge contre une coloration orange pour cette dernière. Les cystes sont localisés dans la couche d'eau libre qui circule à la surface des cristaux de glace de la neige fondante. La membrane plasmique du cyste de Sanguina nivaloides est ridée, ce qui augmente sa surface de plus de 10%, permettant des échanges accrus avec le milieu environnant oligotrophe . La photosynthèse permet l'accumulation de deux réserves de carbone: de l'amidon dans des protubérances périphériques du chloroplaste, et des triacylglycérols dans le cytosol. L'amidon est une réserve de court terme, alors que le triacylglycérol est une réserve de long terme. Les triacylglycérols sont accumulés dans des gouttelettes lipidiques cytosoliques qui se chargent aussi en caroténoïdes dont l'astaxanthine, permettant à la cellule de lutter contre les stress oxydants liés à la très forte luminosité de la neige.
La culture active de cellule végétative de Sanguina nivaloides révèle un forte motilité des cellules bi-ciliées. Il semblerait que l'espèce est cryophile avec des optima de photosynthèse et motilité proche de 5°C, et ne survie pas au delà de 15°C. Le caractère motile et adapté au froid de cette espèce suggère l'implication de la micro-nage dans la dispersion et potentiellement migration verticale des populations, responsable de la formation de bloom.

## Blooms algaux colorant la glace ou des neiges en rouge
Le phénomène est dû à une migration vers le haut des algues du sol dans la couche de neige, qui nécessite de l'eau liquide, et contenant des nutriments dans toute la colonne de neige, durant au moins 46 jours.
En diminuant l'albédo de la neige, ces blooms accélèrent la fonte des neiges, mais cette fonte ne favorise pas les blooms. D'après les données disponibles en 2004, ces algues sont favorisées par le dépôt de quantités modérées de poussières et nutriments, mais les apports de grandes quantités de poussière accélèrent la fonte des neiges au détriment des blooms. L'étude de cinq années d'évolution a montré que les blooms ont couvert 1,3 % de la zone située au-dessus de 1 800 m dans les Alpes, y avançant la date de début de fonte des neiges de 4 à 21 jours. En climats plus chauds, la masse maximale de neige diminuera, tandis que la durée de la fonte des neiges, qui contrôle l'occurrence des proliférations d'algues, est moins sensible à l'augmentation de la température mondiale. Les chercheurs s'attendent à une stabilité du phénomène de bloom (pour le scénario RCP4.5), voire à une diminution (scénario RCP8.5). Ce phénomène de bloom rouge ne serait donc pas une rétroaction positive sur le climat.

## Taxonomie
Le nom correct complet (avec auteur) de ce taxon est Sanguina nivaloides Leya, Procházková & Nedbalová, 2019,,.

### Étymologie
Le nom de cette espèce, son épithète nivaloides, se réfère à l'habitat de cette espèce, la neige.

### Holotype
L'holotype de cette espèce Sanguina nivaloides est le spécimen CCCryo RS 0015–2010 consistant en des cystes (séchés et non viables) présents dans l'herbarium du jardin botanique et du musée botanique de Berlin-Dahlem.

### Phylogénie
Le genre Sanguina se distingue des autres genres de la famille Chlamydomonadaceae en formant un clade distinct après analyse phylogénique des gènes de l'ARN ribosomique 18S et rbcL.

## Distribution
L'espèce Sanguina nivaloides peut être retrouvée lors de la fonte des neiges dans diverses parties du monde dont l'Europe, l'Asie, l'Afrique, l'Antarctique, l'Arctique, l'Amérique du Nord, l'Amérique du Sud, la Nouvelle-Zélande et l'Australie.